# 暗黑破坏神：不朽
《暗黑破坏神：不朽》（英語：Diablo Immortal），是《暗黑破坏神》系列中一款大型線上多人動作角色扮演遊戲，该游戏由暴雪和网易开发，于2022年6月2日起該遊戲將陸續於全球各地上線。

## 游戏性
《暗黑破坏神：不朽》是暗黑破坏神系列中的一款大型多人在线动作角色扮演游戏，原先開發者係专为在移动设备上遊玩而设计。不朽时间线设定在《暗黑破坏神II》和《暗黑破坏神III》之间，并借用后者的外观设计。
该游戏起初是专门为触摸屏设计，带有方向拇指杆和能力按钮。玩家可以通过按住按钮来使用技能。九个角色分别为野蛮人、秘術师、武僧、死灵法师、狩魔猎人、圣教军、血騎士、風暴使和德魯伊，每一个职业都有多种能力，不同角色职业能力不同，如野蛮人的职业能力包括使用锤子和旋风斩，秘術师的能力包括通过弹跳造成两次伤害的闪电链。技能通常会自动瞄准最近的敌人。暴雪计划每个职业有12个技能。玩家从中选择五个使用。
敌人死后会掉落“战利品”。玩家可以参与和离开通过“动态事件”。与其他暗黑破坏神系列游戏不同，不朽没有能量值，增加了独有的传奇宝石设定。

## 开发
该游戏由暴雪和网易共同开发，后者是暴雪在中国大陆的合作伙伴。暴雪打算将暗黑破坏神的核心体验带到智能手机上。由于该游戏起初是为了手机平台研发，可能不会出现其它的游戏平台。之後暴雪考量有些玩家可能會使用模擬器平台在PC上遊玩此款遊戲，並希望盡可能吸引更廣泛的玩家來遊玩，故決定開發PC適用的遊戲介面。
这款游戏计划将先在Android和iOS平台上发布，並推出PC版的Beta公開測試。玩家可以在游戏官方网站上预先注册进入游戏测试版。暴雪宣布了在首次发布后会定期添加游戏的故事和人物，来保持不朽新鲜的体验感。
2019年2月21日，网易首席财务官杨兆旋表示，这款游戏已经“准备好了”，仍计划在2019年发布，由暴雪确定确切的发布时间。
2022年4月25日暴雪娛樂官方宣布自2022年6月2日起該遊戲將陸續於全球各地上線。臺灣、印尼、香港、澳門、馬來西亞、菲律賓、新加坡和泰國等地將延期至7月8日上市，中国大陆地区受游戏官方微博账号被禁言等事件影响延后至7月25日上市。

## 反响
| 汇总媒体   | 得分                   |
| ---------- | ---------------------- |
| Metacritic | iOS: 67/100 PC: 59/100 |

| 媒体          | 得分   |
| ------------- | ------ |
| Destructoid   | 6/10   |
| Game Informer | 8.5/10 |
| GameSpot      | 6/10   |
| IGN           | 6/10   |
| Jeuxvideo.com | 14/20  |
| 个人电脑杂志  | [ 17 ] |
| TouchArcade   | [ 18 ] |

对该游戏的反响大多负面。暴雪回应说，《不朽》是一款还在开发中的《暗黑破坏神》系列游戏，并指出公司有多平台开发经验和炉石传说的成功经验，证明暴雪有能力克服不确定性，并正确对待核心受众。暴雪同时还反驳“由于不朽受到负面反应，暴雪没有公布暗黑破坏神的续集”的传言，暴雪表示没有在暴雪嘉年华撤销任何的游戏公布，也没有计划公告其它游戏，确实有不同的团队在开发多款未公布的暗黑破坏神项目，但会在时机成熟时宣布。
暴雪嘉年华公布后，开发者参加问答活动。向暴雪首席游戏设计师怀亚特·成提出的两个问题引起媒体和观众的极大关注，一位观众问，这是不是一个“过季的愚人节玩笑”，另一位观众问是否可能登录PC平台。当答案是否定时，在场观众发出嘘声。
游戏公布后第一个工作日，动视暴雪的股票下跌了7%。
盡管遊戲於專業評分網站Metacritic 中獲得0.2／10(PC)及0.4／10(iOS)的分數，是暴雪所有遊戲中評價最低的作品，同時也是 Metacritic 全站的最低分遊戲，但是上線14天後，根據媒體報導此手遊已為暴雪帶來2400萬美元的營收。